# Weberia digramma
Weberia digramma är en tvåvingeart som först beskrevs av Johann Wilhelm Meigen 1824.  Weberia digramma ingår i släktet Weberia och familjen parasitflugor. Inga underarter finns listade i Catalogue of Life.